# Inter gravissimas
Inter gravissimas este o bulă papală emisă de papa Grigore al XIII-lea și denumită după primele cuvinte Printre foarte grelele sarcini ale ministeriului nostru pastoral (în latină: Inter gravissimas pastoralis officii nostri curas). Este datată la 24 februarie 1582.
Bula reformează calendarul iulian introdus de Iulius Caesar, Pontifex Maximus, în 46 î.Hr. din calendarul iulian proleptic.
A fost creat calendarul gregorian care este folosit astăzi în cele mai multe țări ale lumii.

## Context
Pentru creștinii catolici, ortodocși  și protestanți, Paștile sunt sărbătoarea care comemorează Învierea lui Hristos, a treia zi după Patimi, care este situată în a paisprezecea zi a lunii Nisan a calendarului ebraic, adică în duminica după prima Lună plină care urmează echinocțiului vernal în emisfera boreală.
În 325 Primul conciliu de la Niceea fixase în a douăsprezecea zi a calendelor lui aprilie, adică în 21 martie, data echinocțiului vernal.
Din 325 până în 1582 echinocțiul vernal se depărtase de 21 martie cu circa zece zile.
Reforma calendarului fusese discutată în Conciliul de la Trento, însă acesta a delegat papei găsirea soluției.

## Conținut
Papa Grigore al XIII-lea a suprimat zece zile din luna octombrie 1582 în așa fel încât ziua următoare a nonelor lui octombrie, adică a doua zi după joi 4 octombrie 1582, să fie ziua idelor lui octombrie, adică vineri 15 octombrie 1582.
A menținut intercalarea unei zile bisecte, adică a unei zile de 29 februarie, la fiecare patru ani, în anii divizibili cu patru. Dar a suprimat această zi în anii divizibili cu 100, cu excepția anilor divizibili cu 400.
A reportat sărbătorile care ar fi trebuit celebrate în timpul celor zece zile suprimate, la 15 octombrie din acel an.